# Asura dampierensis
Asura dampierensis là một loài bướm đêm thuộc phân họ Arctiinae, họ Erebidae.